# Kevin Gillis
Kevin B. Gillis (* 1950 in Ontario) ist ein kanadischer Filmproduzent, Filmregisseur, Drehbuchautor und Komponist. Bekannt wurde er insbesondere mit dem von ihm geschaffenen Zeichentrick-Franchise Die Raccoons (1980–1991).

## Leben
Kevin Gillis wurde 1950 in Ontario geboren und wuchs dort nahe Eganville auf.
In den 1970er Jahren war Gillis zunächst als Folksänger- und Musiker aktiv. Nach einer dreijährigen Tournee als Gitarrist für Mary Travers arbeitete er verstärkt für das kanadische Fernsehen an Musiksendungen wie Bang, Bang, You're Alive oder als Moderator der Kindersport-Sendung Yes You Can. Für die Talkshow Celebrity Cooks verantwortete er ab 1975 die Musik und trat in über 190 Sendungen auf. Bei der Arbeit an dem Format entwickelte Gillis gemeinsam mit dem befreundeten Kolumnisten Gary Dunford die Figur des Waschbären Bert Raccoon. Nachdem Dunford die Entwicklung der Figur nicht weiter vorantreiben wollte, kontaktierte Gillis den Anwalt Sheldon S. Wiseman, der das Potential erkannte und gemeinsam mit Gillis Investoren fand und ein Animationsstudio gründete.
Die erste Arbeit des Studios, der für 700.000 Dollar produzierte Fernsehfilm The Christmas Raccoons, lief am 17. Dezember 1980 bei CBC und konnte auch an 96 lokale US-Fernsehsender verkauft werden. Gillis hatte mit Juliet Law Packer das Drehbuch geschrieben, übernahm gemeinsam mit Paul Schibli die Regie, fungierte als Produzent und schrieb mit Jon Stroll auch die Musik für den Film. Nach dem Erfolg des Films entstanden mit The Raccoons on Ice (1981), The Raccoons and the Lost Star (1983) und The Raccoons: Let's Dance! (1984) noch drei weitere Fernsehfilme. Ab 1985 produzierte Gillis die Fernsehserie Die Raccoons, von der ursprünglich nur eine Staffel geplant war. Nach herausragenden Einschaltquoten entstanden schließlich bis 1991 sechzig Episoden. Die Serie wurde in 180 Länder verkauft. Die Geschichten thematisierten für eine Animationsserie unübliche Themen wie Umweltschutz oder Unternehmensverantwortung. Zum Erfolg der Serie trug auch der New-Wave-Soundtrack mit dem von Gillis, Jon Stroll und Stephen Lunt komponierten Abspann-Song Run With Us bei, der von Lisa Lougheed gesungen wurde. 1991 beendete ein Streit zwischen Gillis und Wiseman deren weitere Zusammenarbeit.
Gillis gründete noch im gleichen Jahr das Unternehmen Skyvision Entertainment, mit dem er unter anderem die Fernsehserien Heart of Courage, Pet Connection, RoboCop und F/X: The Series produzierte. Ab 1996 war Gillis Executive Vice-President bei Catalyst Entertainment, für die er bis zum Jahr 2001 für verschiedene Fernsehserien und Filme wie Universal Soldier 2 – Brüder unter Waffen und Universal Soldier 3 – Blutiges Geschäft als Executive Producer fungierte. Mit seinem 2001 gegründeten Unternehmen Skywriter Entertainment Inc. entwickelt er Konzepte und Marken für die Unterhaltungsbranche. Von 2002 bis 2009 war Gillis Executive Producer und Managing Partner bei der von ihm mitbegründeten Breakthrough Animation Inc. Dort produzierte er Animationsserien wie Atomic Betty, Captain Flamingo, Jimmy Cool und My Big, Big Friend. 2009 gründete Gillis das Entertainment-Unternehmen Skywriter Media & Entertainment Group Inc. Ab dem Jahr 2011 war er außerdem President und Chief Creative Officer des eReading-Tochterunternehmens Skyreader Media Inc.
Seit dem Jahr 2021 arbeitet Gillis an einem Remastering aller Raccoons-Folgen.
Gillis ist mit der Musikerin Sally Gillis verheiratet und lebt in Toronto. Aus der Ehe gingen zwei Kinder hervor.

## Filmografie (Auswahl)
Produzent
- 1980: Weihnacht ohne Bäume (The Christmas Raccoons, Fernsehfilm)
- 1981: Das Eishockey-Spiel (The Raccoons On Ice, Fernsehfilm)
- 1983: Der kleine, gelbe Stern (The Raccoons and the Lost Star, Fernsehfilm)
- 1984: Let’s Dance (The Raccoons: Let's Dance!, Fernsehfilm)
- 1985–1991: Die Raccoons (The Raccoons, Fernsehserie, 60 Episoden)
- 1990: Der Nußknacker-Prinz (The Nutcracker Prince)
- 2009: Jimmy Cool (Jimmy Two-Shoes, Fernsehserie, 13 Episoden)
- 2009–2011: Producing Parker (Fernsehserie, 16 Episoden)

Executive Producer
- 1994: RoboCop (Fernsehserie, 23 Episoden)
- 1996–1998: F/X: The Series (Fernsehserie, 36 Episoden)
- 1998: Universal Soldier 2 – Brüder unter Waffen (Universal Soldier II: Brothers in Arms, Fernsehfilm)
- 1998: Universal Soldier 3 – Blutiges Geschäft (Universal Soldier III: Unfinished Business, Fernsehfilm)
- 1998: The True Meaning of Crumbfest (Fernsehfilm)
- 1999: What Katy Did (Fernsehfilm)
- 2001: I Was a Rat (Miniserie, 3 Episoden)
- 2001–2003: Time Squad (Fernsehserie, 24 Episoden)
- 2002–2003: Teamo Supremo (Fernsehserie, 44 Episoden)
- 2004–2010: Atomic Betty (Fernsehserie, 27 Episoden)
- 2006–2008: Captain Flamingo (Fernsehserie, 49 Episoden)
- 2011–2012: My Big, Big Friend (Fernsehserie, 26 Episoden)
- 2013–2017: Camp Lakebottom (Fernsehserie, 59 Episoden)

Regie
- 1980: Weihnacht ohne Bäume (The Christmas Raccoons, Fernsehfilm)
- 1981: Das Eishockey-Spiel (The Raccoons On Ice, Fernsehfilm)
- 1983: Der kleine, gelbe Stern (The Raccoons and the Lost Star, Fernsehfilm)
- 1984: Let’s Dance (The Raccoons: Let's Dance!, Fernsehfilm)
- 1985–1991: Die Raccoons (The Raccoons, Fernsehserie, 60 Episoden)

Drehbuch
- 1980: Weihnacht ohne Bäume (The Christmas Raccoons, Fernsehfilm)
- 1981: Das Eishockey-Spiel (The Raccoons On Ice, Fernsehfilm)
- 1983: Der kleine, gelbe Stern (The Raccoons and the Lost Star, Fernsehfilm)
- 1984: Let’s Dance (The Raccoons: Let's Dance!, Fernsehfilm)
- 1985–1988: Die Raccoons (The Raccoons, Fernsehserie, 21 Episoden)
- 2004–2005: Atomic Betty (Fernsehserie, 11 Episoden)

Komponist
- 1975–1979: Celebrity Cooks (Fernsehserie, 10 Episoden)
- 1980: Weihnacht ohne Bäume (The Christmas Raccoons, Fernsehfilm)
- 1981: Das Eishockey-Spiel (The Raccoons On Ice, Fernsehfilm)
- 1983: Der kleine, gelbe Stern (The Raccoons and the Lost Star, Fernsehfilm)
- 1984: Let’s Dance (The Raccoons: Let's Dance!, Fernsehfilm)
- 1985–1991: Die Raccoons (The Raccoons, Fernsehserie, 60 Episoden)
- 1994: RoboCop (Fernsehserie, 21 Episoden)
- 1994: RoboCop 4
- 2004–2005: Atomic Betty (Fernsehserie, 23 Episoden)